# Мльондз (Львувецький повіт)
Мльондз (пол. Mlądz, нім. Mühldorf) — село в Польщі, у гміні Мірськ Львувецького повіту Нижньосілезького воєводства.
Населення — 166 осіб (2011).
У 1975-1998 роках село належало до Єленьоґурського воєводства.

## Демографія
Демографічна структура станом на 31 березня 2011 року:
|          | Загалом | Допрацездатний вік | Працездатний вік | Постпрацездатний вік |
| -------- | ------- | ------------------ | ---------------- | -------------------- |
| Чоловіки | 77      | 13                 | 62               | 2                    |
| Жінки    | 89      | 18                 | 58               | 13                   |
| Разом    | 166     | 31                 | 120              | 15                   |